# 金南镇
金南镇，是中华人民共和国江苏省淮安市金湖县下辖的一个乡镇级行政单位。

## 行政区划
金南镇下辖以下地区：
金南社区、金沟社区、卞塘社区、福寿社区、三车村、抬饭村、宋墩村、时墩村、五里村、吴桥村、王庄村、南宫村、新坝村、南桥村、新杨村、华家坝村、缸庙村、连湖村和南望村。